# Душевина, Вера Евгеньевна
Ве́ра Евге́ньевна Душе́вина (род. 6 октября 1986, Москва) — российская теннисистка, заслуженный мастер спорта России. Полуфиналистка двух турниров Большого шлема в миксте (Уимблдон-2013, 2014); победительница трёх турниров WTA (один — в одиночном разряде); обладательница Кубка Федерации (2005) в составе национальной сборной России; бывшая первая ракетка мира в юниорском одиночном рейтинге; победительница одного юниорского турнира Большого шлема в одиночном разряде (Уимблдон-2002); финалистка одного юниорского турнира Большого шлема в одиночном разряде (Открытый чемпионат Франции-2003); победительница одиночного турнира Orange Bowl (2002).

## Общая информация
Одна из двух дочерей Евгения и Елены Душевиных; её сестру зовут Соня.
В теннисе с семи лет, пришла в спорт по протекции отца. Любимые покрытия — грунт и трава.
Душевина — художник-любитель. В октябре 2012 года в Москве была даже проведена выставка её работ.

## Спортивная карьера
Начало карьеры.
Душевина обратила на себя внимание своими выступлениями уже на юниорском уровне. В 2002 году она победила на Уимблдонском турнире среди юниорок в одиночном разряде, переиграв в финале Марию Шарапову, а также выиграла престижный юниорский турнир Orange Bowl. В 2003 году она достигла юниорского финала Открытого чемпионата Франции, где не смогла победить Анну-Лену Грёнефельд из Германии. Вера становилась первым номером юниорского рейтинга.
На взрослых соревнованиях WTA-тура Душевина впервые принимает участие в мае 2002 года, сыграв на турнире в Варшаве. В июле 2003 года она смогла выиграть 50-тысячник из цикла ITF в Инсбруке. В августе того же года она вышла в полуфинал турнира WTA в Хельсинки. Затем она смогла пройти квалификационный отбор на Открытый чемпионат США, попав, таким образом, на свой первый в карьере взрослый турнир серии Большого шлема.
В январе 2004 года Душевина на Открытом чемпионате Австралии вышла во второй раунд, где сыграла против Винус Уильямс, уступив американке в двух сетах. После Австралии 17-летняя россиянка впервые поднимается в топ-100 женского одиночного рейтинга. На Открытом чемпионате США она улучшает лучшее достижение на Большом шлема, попав в третий раунд.
На Открытом чемпионате Австралии 2005 года Душевина добилась лучшего результата в карьере на Больших шлемах в одиночном разряде, доиграв до четвёртого раунда. В апреле она впервые сыграла в составе сборной России в розыгрыше Кубка Федерации. В том сезоне она сыграла два парных матча за сборную (в 1/4 и 1/2 финала). Команда России в итоге выиграла Кубок Федерации в том сезоне, однако в финале Душевина не сыграла. В июне на травяном турнире в Истборне она достигла дебютного в карьере финала WTA. Вера начала турнир с квалификации, выиграв на пути к нему семь матчей подряд. Среди них была победа во втором раунде над третьей ракеткой мира Амели Моресмо (6-4, 6-4). В финале она проиграла Ким Клейстерс со счётом 5-7, 0-6. На Уимблдонском турнире Душевина достигла четвертьфинала в парных соревнованиях, где она играла в команде с Шахар Пеер. В июле она достигла наивысшего в карьере места в одиночном рейтинге — 31-е. В августе она вышла в полуфинал в одиночном разряде на турнире в Стокгольме.
2006-10. Первый одиночный титул WTA.

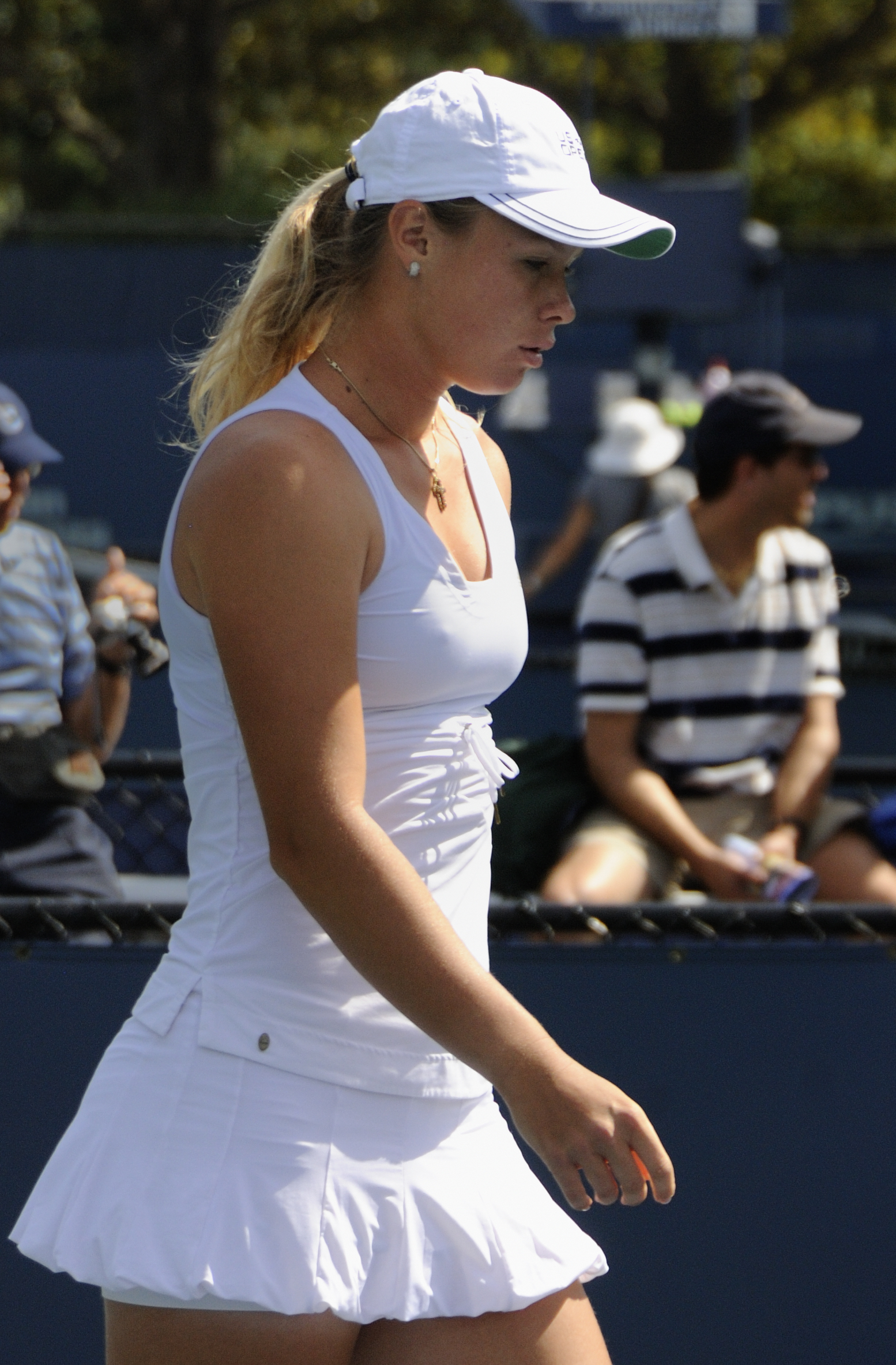
Душевина на Открытом чемпионате США 2008 года

Сезон 2006 года сложился для Душевиной неудачно. Она ни разу не смогла дойти хотя бы до четвертьфинала на турнирах в одиночном разряде за весь сезон. Сезон 2007 года она начала уже за пределами первой сотни рейтинга и вернуться туда смогла в начале апреля после удачного выступления на турнире 1-й категории в Майами. Вера вышла в четвёртый раунд, начав свой путь с квалификации. В начале мая Душевина в партнёрстве с украинской теннисисткой Татьяной Перебийнис выиграла парный приз турнира в Варшаве. В августе россиянка вышла в финал одиночных соревнований в Стокгольме, где разгромно проиграла польской спортсменке Агнешке Радваньской — 1-6, 1-6. На Открытом чемпионате США она во второй раз в карьере вышла в стадию третьего раунда. В сентябре Вера сыграла в полуфинале турнира в Портороже, а в октябре добралась до четвертьфинала на Кубке Кремля в Москве.
В июле 2008 года Душевина совместно с Екатериной Макаровой достигла парного финала в Портороже. В начале августа она второй год подряд сыграла в финале турнира в Стокгольме и вновь пригла его, на этот раз Каролине Возняцки — 0-6, 2-6. В сентябре Вера вышла ещё в один парный финал на турнире Сеуле в альянсе с Марией Кириленко. В октябре уже в дуэте с украинской теннисисткой Марией Корытцевой она вышла в парный финал турнира в Люксембурге.
В мае 2009 года Душевина смогла выйти в четвертьфинал Премьер-турнира в Мадриде. Летом того же года она выиграла свой единственный в карьере одиночный титул на турнирах WTA. Произошло это событие на соревнованиях в Стамбуле. В решающем матче Душевина смогла разгромить представительницу Чехии Луцию Градецкую со счётом 6-0, 6-1. Лучшим результатом в сезоне 2010 года для Душевиной стал выход в полуфинал на кубке Кремля в октябре.
2011-16.
В феврале 2011 года Душевина вышла в финал в парном разряде на зальном турнире в Париже в дуэте с Екатериной Макаровой. Ещё одного парного финала она достигла в сентябре на турнире в Сеуле, выступив в команде с Галиной Воскобоевой. Следующий раз Вера сыграла в парном финале в феврале 2012 года, попав туда в альянсе с Ольгой Говорцовой на турнире в Мемфисе. Там же она смогла добраться до полуфинала одиночных соревнований. На Уимблдонском турнире 2013 года Душевина остановилась в шаге от выхода в финал соревнований в миксте, попав в полуфинал в альянсе с Жаном-Жюльеном Ройером. В августе того же года на турнире в Вашингтоне она смогла выиграть второй в карьере парный титул WTA, завоевав его совместно с японкой Сюко Аояма. В октябре россиянка вышла в парный финал турнира в Пекине, сделав это в команде с Аранчей Паррой Сантонхой.
На Уимблдонском турнире 2014 года Душевина второй год подряд вышла в полуфинал соревнований в миксте. На этот раз её партнёром был Айсам-уль-Хак Куреши. После Уимблдона Вера не выходила на корт около девяти месяцев, появившись вновь в туре на турнире в Майами в марте 2015 года. В начале октября 2015 года она в партнёрстве с Катериной Синяковой вышла в парный финал турнира в Ташкенте. Последним финалом в её профессиональной карьере стал решающий матч в парном разряде на турнире в Санкт-Петербурге в феврале 2016 года, куда она вышла в дуэте с Барборой Крейчиковой.
Душевина продолжала карьеру до июня 2016 года, а 15 августа 2017 года официально объявила о завершении профессиональной карьеры теннисистки.

## Рейтинг на конец года
| Год  | Одиночный рейтинг | Парный рейтинг |
| 2016 | 724               | 171            |
| 2015 | 522               | 90             |
| 2014 | 478               | 92             |
| 2013 | 120               | 38             |
| 2012 | 141               | 43             |
| 2011 | 86                | 46             |
| 2010 | 54                | 48             |
| 2009 | 44                | 45             |
| 2008 | 88                | 59             |
| 2007 | 41                | 31             |
| 2006 | 97                | 58             |
| 2005 | 39                | 67             |
| 2004 | 63                |                |
| 2003 | 108               | 288            |
| 2002 | 494               | 410            |

## Выступления на турнирах

### Финалы турнировWTAв одиночном разряде (4)

#### Победы (1)
| Легенда: До 2009 года       | Легенда: С 2009 года  |
| --------------------------- | --------------------- |
| Турниры Большого Шлема (0)  |                       |
| Олимпиада (0)               |                       |
| Итоговый чемпионат года (0) |                       |
| 1-я категория (0)           | Premier Mandatory (0) |
| 2-я категория (0+1*)        | Premier 5 (0)         |
| 3-я категория (0)           | Premier (0)           |
| 4-я категория (0)           | International (1+1)   |
| 5-я категория (0)           | International (1+1)   |

| Титулы по покрытиям | Титулы по месту проведения матчей турнира |
| ------------------- | ----------------------------------------- |
| Хард (1+1*)         | Зал (0)                                   |
| Грунт (0+1)         | Зал (0)                                   |
| Трава (0)           | Открытый воздух (1+2)                     |
| Ковёр (0)           | Открытый воздух (1+2)                     |

* количество побед в одиночном разряде + количество побед в парном разряде.
| №  | Дата           | Турнир          | Покрытие | Соперница в финале | Счёт    |
| 1. | 2 августа 2009 | Стамбул, Турция | Хард     | Луция Градецкая    | 6-0 6-1 |

#### Поражения (3)
| №  | Дата           | Турнир                  | Покрытие | Соперница в финале  | Счёт    |
| 1. | 18 июня 2005   | Истборн, Великобритания | Трава    | Ким Клейстерс       | 5-7 0-6 |
| 2. | 30 июля 2007   | Стокгольм, Швеция       | Хард     | Агнешка Радваньская | 1-6 1-6 |
| 3. | 3 августа 2008 | Стокгольм, Швеция (2)   | Хард     | Каролина Возняцки   | 0-6 2-6 |

### Финалы турнировITFв одиночном разряде (1)

#### Победы (1)
| Легенда:          |
| ----------------- |
| 100.000 USD (0)   |
| 75.000 USD (0+2*) |
| 50.000 USD (1)    |
| 25.000 USD (0+1)  |
| 10.000 USD (0+2)  |

| Титулы по покрытиям | Титулы по месту проведения матчей турнира |
| ------------------- | ----------------------------------------- |
| Хард (0+1*)         | Зал (0+2)                                 |
| Грунт (1+2)         | Зал (0+2)                                 |
| Трава (0)           | Открытый воздух (1+3)                     |
| Ковёр (0+2)         | Открытый воздух (1+3)                     |

* количество побед в одиночном разряде + количество побед в парном разряде.
| №  | Дата         | Турнир           | Покрытие | Соперница в финале | Счёт       |
| 1. | 27 июля 2003 | Инсбрук, Австрия | Грунт    | Мелинда Цинк       | 7-6(4) 6-2 |

### Финалы турнировWTAв парном разряде (11)

#### Победы (2)
| №  | Дата           | Турнир          | Покрытие | Партнёрша          | Соперницы в финале            | Счёт           |
| 1. | 30 апреля 2007 | Варшава, Польша | Грунт    | Татьяна Перебийнис | Елена Лиховцева Елена Веснина | 7-5 3-6 [10-2] |
| 2. | 3 августа 2013 | Вашингтон, США  | Хард     | Сюко Аояма         | Эжени Бушар Тейлор Таунсенд   | 6-3 6-3        |

#### Поражения (9)
| №  | Дата             | Турнир                  | Покрытие | Партнёрша             | Соперницы в финале                              | Счёт           |
| 1. | 27 июля 2008     | Порторож, Словения      | Хард     | Екатерина Макарова    | Анабель Медина Гарригес Вирхиния Руано Паскуаль | 4-6 1-6        |
| 2. | 22 сентября 2008 | Сеул, Южная Корея       | Хард     | Мария Кириленко       | Чжуан Цзяжун Се Шувэй                           | 3-6 0-6        |
| 3. | 20 октября 2008  | Люксембург              | Хард(i)  | Мария Корытцева       | Сорана Кырстя Марина Эракович                   | 6-2 3-6 [8-10] |
| 4. | 13 февраля 2011  | Париж, Франция          | Хард(i)  | Екатерина Макарова    | Бетани Маттек-Сандс Меганн Шонесси              | 4-6 2-6        |
| 5. | 25 сентября 2011 | Сеул, Южная Корея (2)   | Хард     | Галина Воскобоева     | Натали Грандин Владимира Углиржова              | 6-7(5) 4-6     |
| 6. | 25 февраля 2012  | Мемфис, США             | Хард(i)  | Ольга Говорцова       | Андреа Главачкова Луция Градецкая               | 3-6 4-6        |
| 7. | 5 октября 2013   | Пекин, Китай            | Хард     | Аранча Парра Сантонха | Кара Блэк Саня Мирза                            | 2-6 2-6        |
| 8. | 3 октября 2015   | Ташкент, Узбекистан     | Хард     | Катерина Синякова     | Маргарита Гаспарян Александра Панова            | 1-6 6-3 [3-10] |
| 9. | 14 февраля 2016  | Санкт-Петербург, Россия | Хард(i)  | Барбора Крейчикова    | Саня Мирза Мартина Хингис                       | 3-6 1-6        |

### Финалы турнировITFв парном разряде (6)

#### Победы (5)
| №  | Дата             | Турнир                | Покрытие | Партнёрша           | Соперницы в финале                  | Счёт        |
| 1. | 5 ноября 2001    | Минск, Беларусь       | Ковёр(i) | Анна Бастрикова     | Дарья Кустова Татьяна Уварова       | 7-5 3-6 6-0 |
| 2. | 15 сентября 2002 | София, Болгария       | Грунт    | Галина Воскобоева   | Лаура Дельанджело Натали Виерин     | 3-6 6-4 6-2 |
| 3. | 3 ноября 2002    | Минск, Беларусь       | Ковёр(i) | Дарья Чемарда       | Ольга Пучкова Татьяна Уварова       | 6-1 6-4     |
| 4. | 4 мая 2003       | Кань-сюр-Мер, Франция | Грунт    | Галина Воскобоева   | Юлия Бейгельзимер Анна Запорожанова | 6-3 6-4     |
| 5. | 30 ноября 2012   | Дубай, ОАЭ            | Хард     | Мария Елена Камерин | Ева Грдинова Каролина Плишкова      | 7-5 6-3     |

#### Поражения (1)
| №  | Дата         | Турнир            | Покрытие | Партнёрша | Соперницы в финале             | Счёт           |
| 1. | 14 июля 2013 | Биарритц, Франция | Грунт    | Ана Врлич | Юлия Бейгельзимер Ольга Савчук | 6-2 4-6 [8-10] |

### Финалы командных турниров (1)

#### Победы (1)
| №  | Год  | Турнир          | Команда                    | Соперник в финале          | Счёт |
| 1. | 2005 | Кубок Федерации | Россия Не играла в финале. | Франция М.Пьерс, А.Моресмо | 3-2  |

## История выступлений на турнирах
| Турнир                       | 2003  | 2004  | 2005  | 2006  | 2007  | 2008  | 2009  | 2010  | 2011  | 2012  | 2013  | 2014  | 2015  | 2016  | Итог   | В/П за карьеру |
| ---------------------------- | ----- | ----- | ----- | ----- | ----- | ----- | ----- | ----- | ----- | ----- | ----- | ----- | ----- | ----- | ------ | -------------- |
| Турниры Большого Шлема       |       |       |       |       |       |       |       |       |       |       |       |       |       |       |        |                |
| Открытый чемпионат Австралии | -     | 2Р    | 4Р    | 1Р    | 1Р    | -     | 1Р    | 1Р    | 2Р    | 1Р    | 1Р    | К     | -     | К     | 0 / 9  | 5-9            |
| Открытый чемпионат Франции   | -     | 2Р    | 1Р    | 2Р    | 2Р    | 1Р    | 1Р    | 1Р    | 2Р    | 1Р    | К     | К     | К     | -     | 0 / 9  | 4-9            |
| Уимблдон                     | К     | 1Р    | 1Р    | 1Р    | 2Р    | 2Р    | 2Р    | 2Р    | 1Р    | 1Р    | К     | К     | -     | -     | 0 / 9  | 4-9            |
| Открытый чемпионат США       | 1Р    | 3Р    | 2Р    | 1Р    | 3Р    | 1Р    | 1Р    | 1Р    | 2Р    | 2Р    | 1Р    | -     | -     | -     | 0 / 11 | 7-11           |
| Итог                         | 0 / 1 | 0 / 4 | 0 / 4 | 0 / 4 | 0 / 4 | 0 / 3 | 0 / 4 | 0 / 4 | 0 / 4 | 0 / 4 | 0 / 2 | 0 / 0 | 0 / 0 | 0 / 0 | 0 / 38 |                |
| В/П в сезоне                 | 0-1   | 4-4   | 4-4   | 1-4   | 4-4   | 1-3   | 1-4   | 1-4   | 3-4   | 1-4   | 0-2   | 0-0   | 0-0   | 0-0   |        | 20-38          |

К — проигрыш в квалификации.